# Episparis liturata
Episparis liturata là một loài bướm đêm trong họ Erebidae.